# Andrena kamtschatkaensis
Andrena kamtschatkaensis är en biart som beskrevs av Heinrich Friese 1914. Andrena kamtschatkaensis ingår i släktet sandbin, och familjen grävbin. Inga underarter finns listade i Catalogue of Life.